# 华盛顿海军工厂
华盛顿海军工厂（Washington Navy Yard）為美國海軍的一座軍事設施，位于美国华盛顿哥伦比亚特区东南部。它是美国海军歷史最悠久的海岸设施，並曾設有大型造船廠及兵工廠，但兩者已經停止運作。現時工廠主要用作美國海軍的行政中心及禮節用途：美国海军历史中心（Naval Historical Center）、美国海军犯罪调查局、美國海軍執法署（Judge Advocate General's Corps）、美国海军反应堆管理处（Naval Reactors）、美國海軍陆戰隊學院（Marine Corps Institute）、美国海军乐队（United States Navy Band）等機構均在此設立總部；而美国海军作战部长的官邸亦設於此。美國海軍陸戰隊博物館（Marine Corps Museum）在1977年於华盛顿海军工厂開幕，但在2005年關閉，並遷往維珍尼亞州匡提科海軍陸戰隊基地。
华盛顿海军工厂在1973年列入美国国家史迹名录，并在1976年3月11日被指定为美国国家历史名胜。

## 军事历史

### 建立与早年
海军工厂所使用的土地是依据1799年7月23日的一项国会法案收购而来的。华盛顿海军工厂建成于1799年10月2日，建成当日，所有权即交付给美国海军。工厂在第一任美国海军部长本杰明·斯托德特的指导下建设，并由第一任工厂指挥官、美国海军准将托马斯·廷杰布负责监管，后者从此在工厂中效力长达29年。
工厂最初的边界是在1800年设立的，沿着第9街和M街东南部，现在则由在北部和东部环绕工厂的白色的砖墙所标识。次年，两块额外的地皮也被买下。北边的工厂围墙在1809年同一个警卫室一起建造，现在是著名的骆却勃门。1814年，英军占领并焚烧了首都华盛顿，为了应对火灾和随之而来的抢劫，廷杰布建议将东部围墙的高度提高到十英尺（3米）。

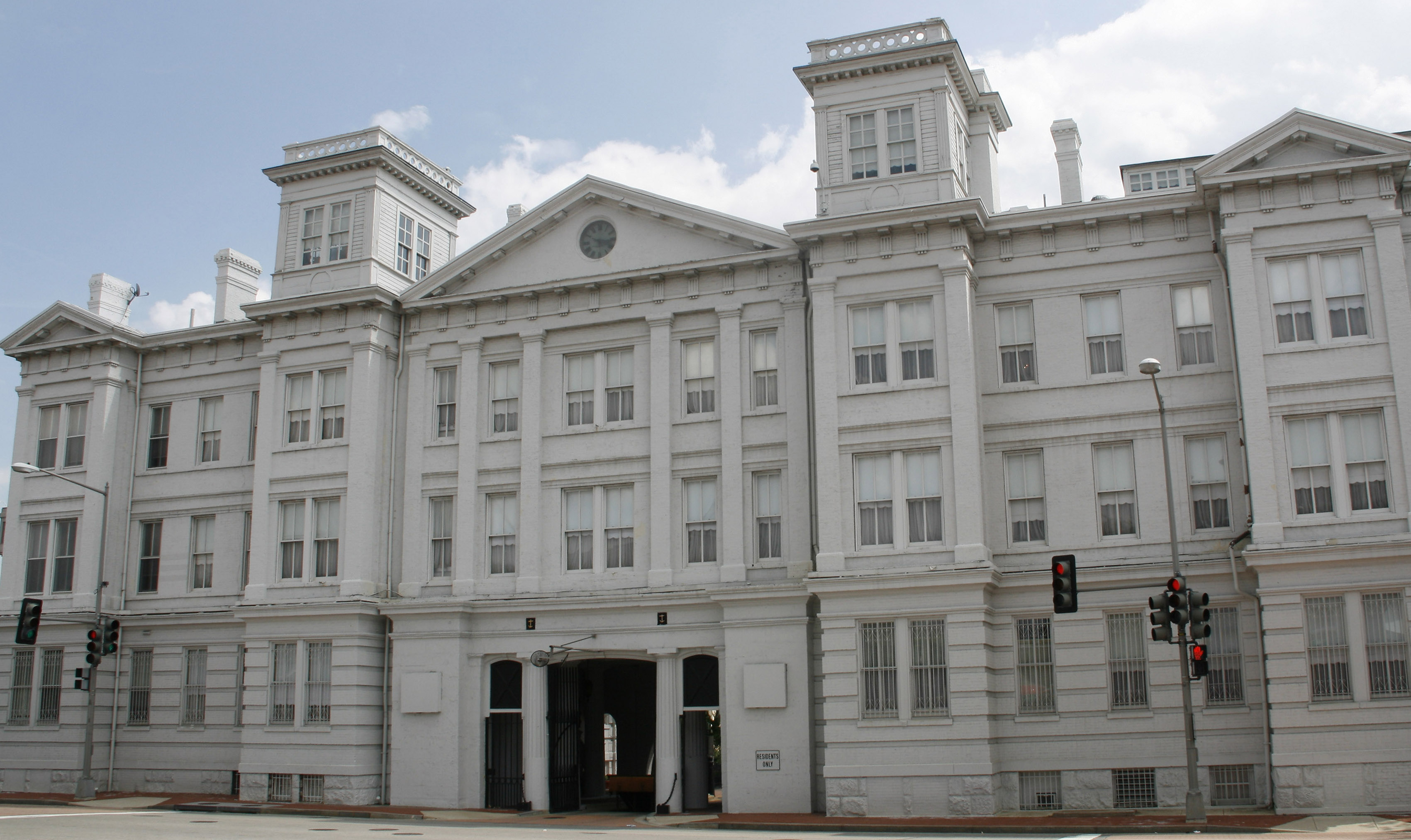
骆却勃门

工厂的南部是由阿纳科斯河（当时称为波多馬克河的“东部支流”）围绕形成自然边界。西侧是则未开发的沼泽地。随着工厂对占地面积的需求不断增大，阿纳科斯河沿线的土地通过一年年垃圾填埋的方式得到扩张。
从早年开始，华盛顿海军工厂就是海军最大的船舶制造和船舶装配设施，有22艘船在那里建造完成，包括70英尺（21米）的小炮艇到246英尺（75米）的蒸汽护卫舰明尼苏达号。宪法号军舰也曾在1812年进入海军工厂进行维修，为进攻做准备。

### 1812年战争
1812年战争期间，海军工厂起到了重大的作用，它不仅是战争的支援设施，更是首都保卫过程中关键的战略环节。海军工厂的水兵加入了当时仓促召集的美国军队，他们在马里兰州的布莱登斯堡抗击向华盛顿进军的英军。海军工厂的水兵和首都华盛顿附近海军陆战队兵营的陆战队员组成了布莱登斯堡的第三道和最后一道防线。他们一起手持短刀和长矛，与英国的正规军短兵相接，直至最后一刻。英军攻进华盛顿后，坚守海军工厂已经不现实了。廷杰布望见国会大厦焚烧的烟雾，下令烧毁海军工厂，防止工厂落入敌手。廷杰布自己的营房（现在的营房A）和骆却勃门从烈火中得以幸存。这两座建筑现在都被单独列入美国国家史迹名录。
1812年战争以后，华盛顿海军工厂再也没有在造船方面作出重要贡献。阿纳科斯河水域太浅，大型船舶无法驶入，从海军工厂驶入公海也被认为过于困难。于是，海军工厂迎来了自身角色的重大转变，这个新角色延续了一个多世纪：军火制造和技术开发。海军工厂拥有美国最早的蒸汽机之一，从事船锚、链条和蒸汽机的生产，供应给战时的船舶使用。

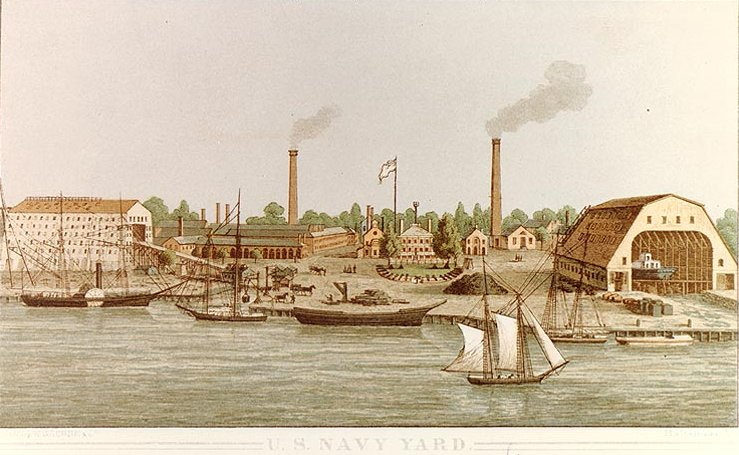
华盛顿海军工厂的彩色平板印刷品，约1862年

### 南北战争
美国内战中，海军工厂又一次成为华盛顿保卫战的重要参与者。工厂的富兰克林·布坎南指挥官辞去军职，加入南部邦联，指挥官约翰·A·达尔格伦临危受命。亚伯拉罕·林肯总统很看重达尔格伦，是海军工厂的常客。著名的美国海军装甲舰莫尼特号与南部邦联的弗吉尼亚号发生历史性的一战后，在海军工厂进行了维修。策划林肯暗杀案的阴谋家们在被捕后被带到了海军工厂。杀害林肯总统的凶手，约翰·威尔克斯·布斯的尸体在停泊在海军工厂的低舷战舰蒙托克号上进行了检查和辨认。

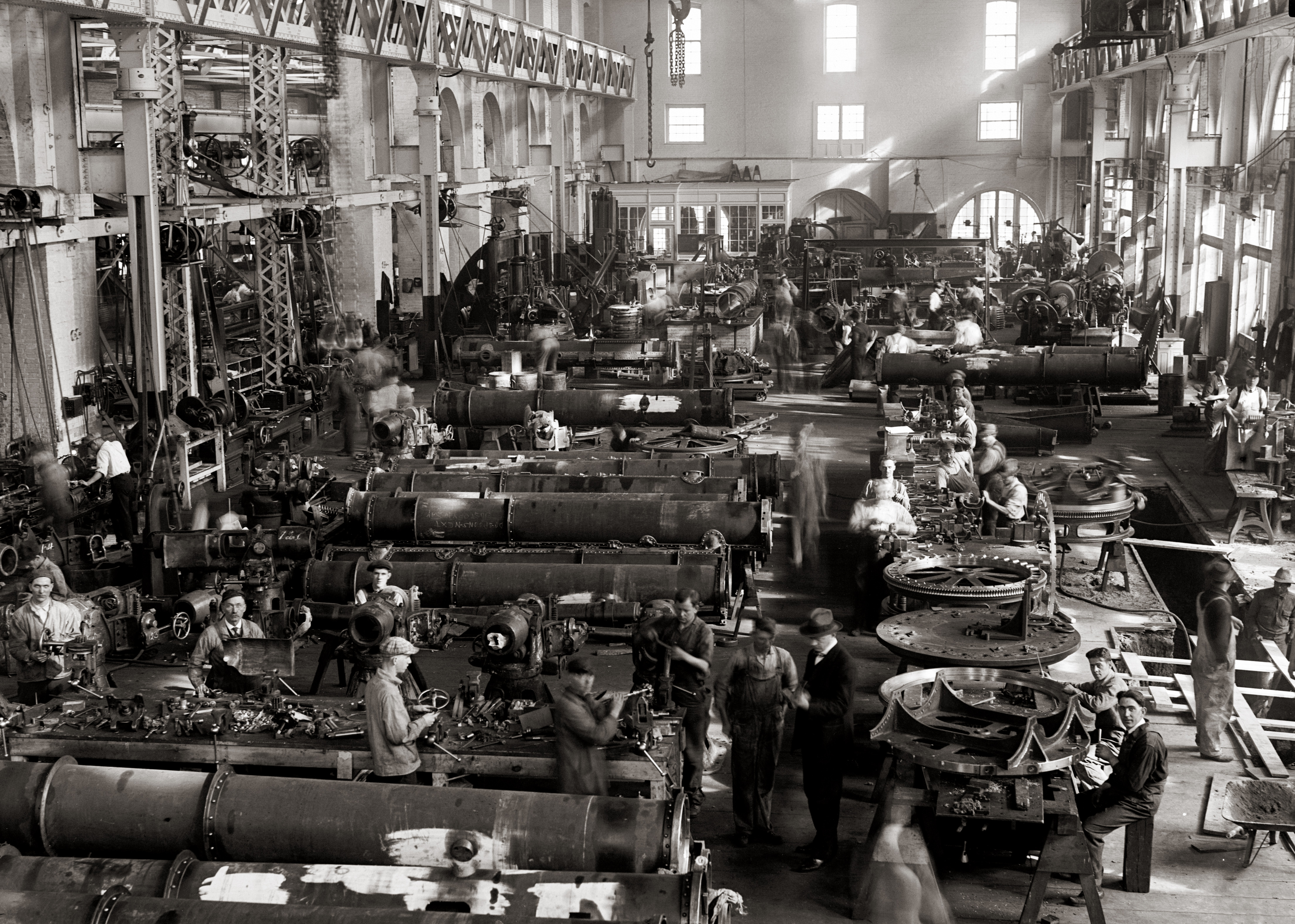
华盛顿海军工厂的鱼雷车间，约1917年

### 第一次世界大战
内战结束后，海军工厂继续作为技术进步的标志而存在。1886年，海军工厂被指定为美国海军的军械制造中心，所有的海军军械都由工厂提供。1893年1月到1896年2月，西奥多·朱厄尔指挥官担任海军枪炮厂主管。军火生产还在继续，工厂为大白舰队和第一次世界大战的海军生产军备。一战期间海军在法国使用的列车炮也是海军工厂生产的。

### 第二次世界大战
到第二次世界大战为止，海军工厂是世界上最大的海军军械厂。美国参与的每一场战争，所使用的武器都是海军工厂设计制造的，这一状况延续到20世纪60年代。鼎盛时期的海军工厂，总共有188栋建筑，覆盖126英亩土地（0.5平方公里），雇用近25000人。由细小的光学原件到巨大的Mk 7 16英寸艦砲都在这里生产。1945年12月，海军工厂更名为美国海军枪炮厂（U.S. Naval Gun Factory）。第二次世界大战以后，海军工厂的军械生产持续了一些年头，到1961年最终完成了它的使命。三年后，于1964年7月1日，海军工厂被指定为现在的名称。废弃的厂房投入改造，用于办公用途。

## 文化和科学历史

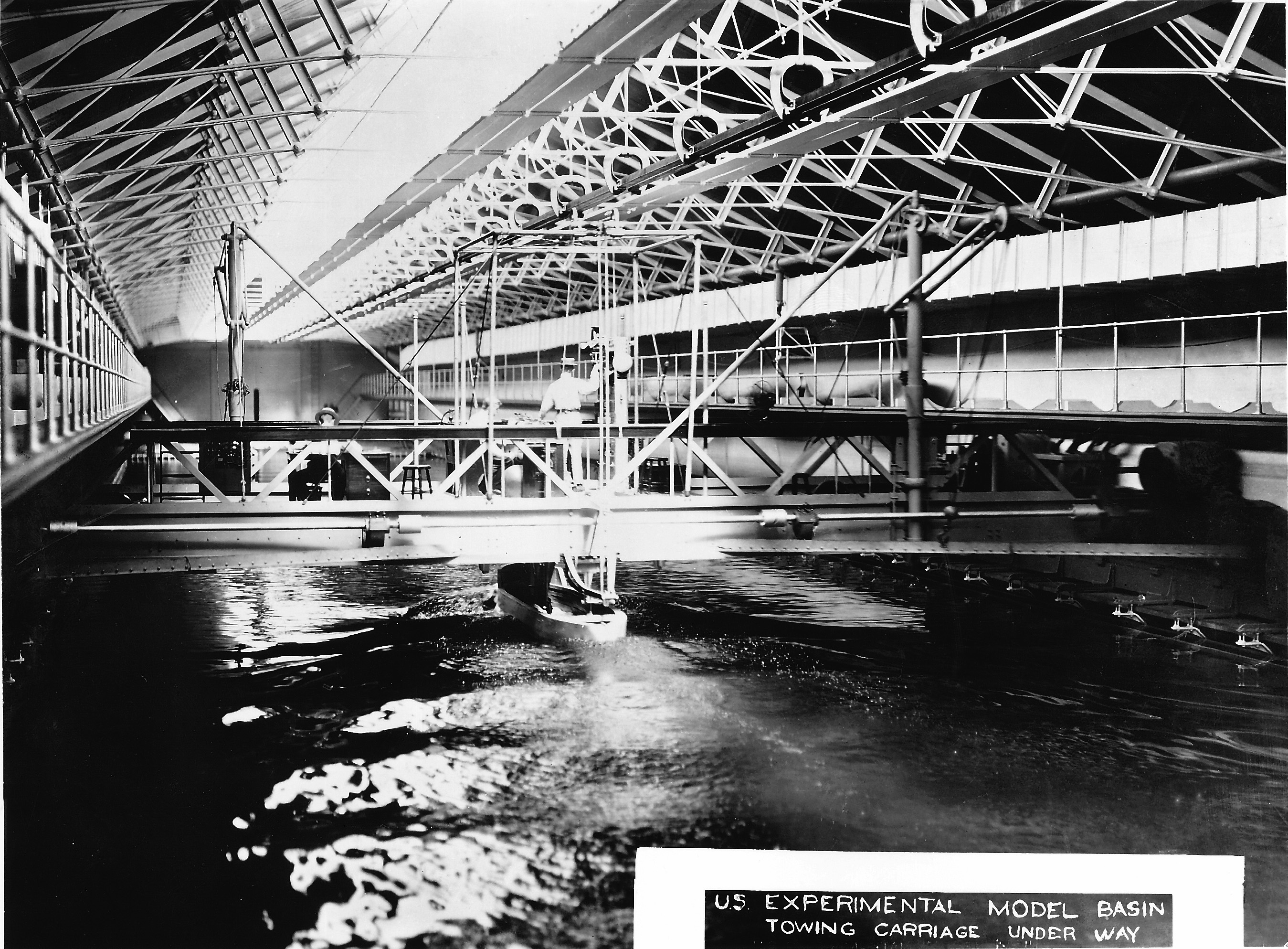
船模测试用船坞，约1900年

华盛顿海军工厂见证了许多科学进展的诞生。1812年战争期间，罗伯特·富尔顿进行了机械鱼雷的研究和测试。1822年，海军准将约翰·罗杰斯建造了美国首个船排，用于大型船舶的全身检查。约翰·达尔格伦开发了他别具特色的瓶形大炮，这种大炮是美国内战以前海军的主力装备。1898年，大卫·泰勒开发了一种用来测试船只模型的船坞，被海军和私人造船厂用来测试水流对新船体设计的作用。第一个舰载机弹射器于1912年在阿纳科斯河进行了测试，1916年风洞也在海军工厂完成。巴拿马运河的船闸所使用的巨型齿轮是在海军工厂铸造的。海军工厂技术人员将自己的成果扩展到了假肢的医学设计上和义眼、义齿的铸模上。

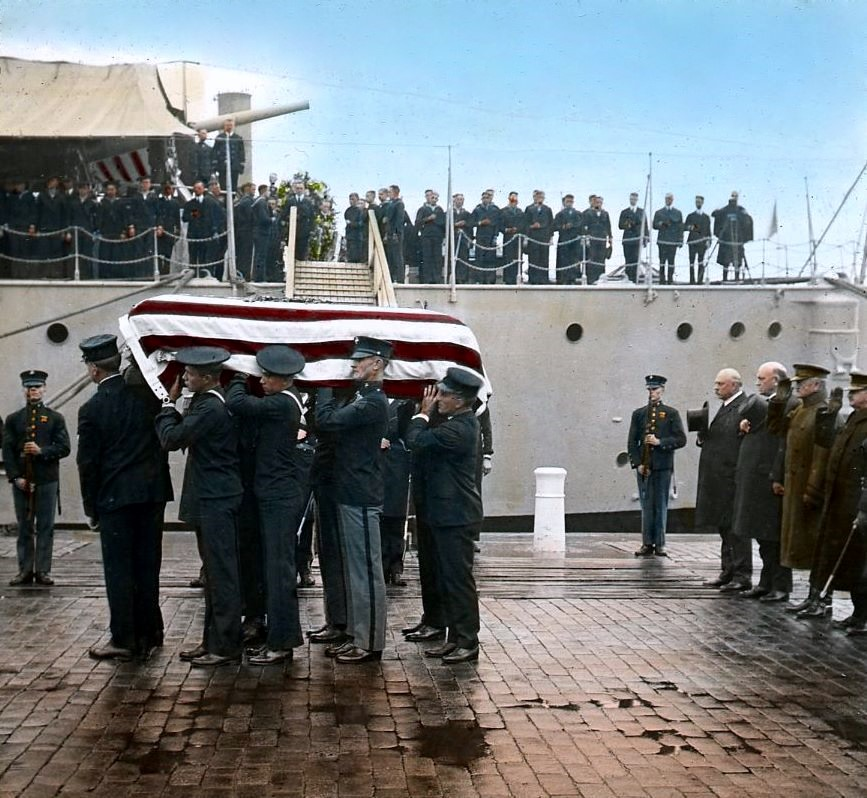
一战“无名战士”遗体抵达海军工厂，约1921年

1860年，首次访美的日本外交使团在海军工厂受到了盛大的欢迎。第一次世界大战的“无名战士”遗体也在这里接收。1927年，查尔斯·A·林德伯格完成他著名的跨越大西洋飞行之后，返回了海军工厂。1939年，英国国王乔治六世，作为加拿大自治领的代表访问华盛顿期间参观了海军工厂。
截至2004年，海军工厂成为许多机构的所在地。它容纳了许多机构的总部，华盛顿海军区，还设有数不清的舰队和航空团体的辅助性机构。海军博物馆收藏有从独立战争以来的海军艺术品、工艺品，接待前来参观海军艺术展的游客。海军历史和遗产管理处就座落在名为达德利·诺克斯中心的建筑群中。娄兹公园则会举办五彩缤纷的庆祝仪式。
美国海军驱逐舰巴里號现在在海军工厂，改造成为博物馆，对游客开放。巴里号经常被当地的海军指挥官用来举行交接仪式。